# Un neveu silencieux
Pour plus de détails, voir Fiche technique et Distribution.
Un neveu silencieux est un film français réalisé par Robert Enrico, diffusé à la télévision en 1977, puis exploité en salles en 1979.

## Synopsis
Les vacances d’une famille où l’un des enfants est atteint de maladie génétique, la trisomie 21. Une partie de la famille rejette cet enfant avec dureté. Un drame familial sous le sceau de l’intolérance.

## Fiche technique
Source : IMDb, sauf mention contraire
- Réalisateur : Robert Enrico
- Assistant réalisateur	: Claire Denis[1]
- Scénario : Paul Savatier d'après le roman éponyme publié en 1972
- Productrice : Régine Hayem[1]
- Directeur de la photographie : Michel Carré[1]
- Ingénieur du son : Jean-Pierre Atlan[1]
- Compositeur de la musique préexistante : Erik Satie[1]
- Décorateur :	Bernard Pagnier[1]
- Costumier : Jacqueline Vierny	[1]
- Monteur : Patricia Nény[1]
- Société de production : Antenne 2
- Société de distribution : MK2 Diffusion
- Format : Couleur - Son mono
- Pays de production :  France
- Genre : drame
- Durée : 1h36
- Date de sortie :
  - France : 5 septembre 1979

## Distribution
- Lucienne Hamon : Marthe
- Jean Bouise : Alexandre
- Sylvain Seyrig : Henri
- Joël Dupuis : Joël
- Renée Faure : Mme Verrière
- Danièle Girard : Hélène
- André Falcon : Louis
- Coralie Seyrig : Odile
- Axelle Bernard : Jeanne
- Didier Flamand : Antoine
- Aline Bertrand
- Marcelle Barreau
- Paul Savatier
- Xavier Thierry
- Albert Dray : Le plombier
- Fabien Seyrig : Jacques
- Philippe du Janerand
- Jack Berard